# La ben plantada

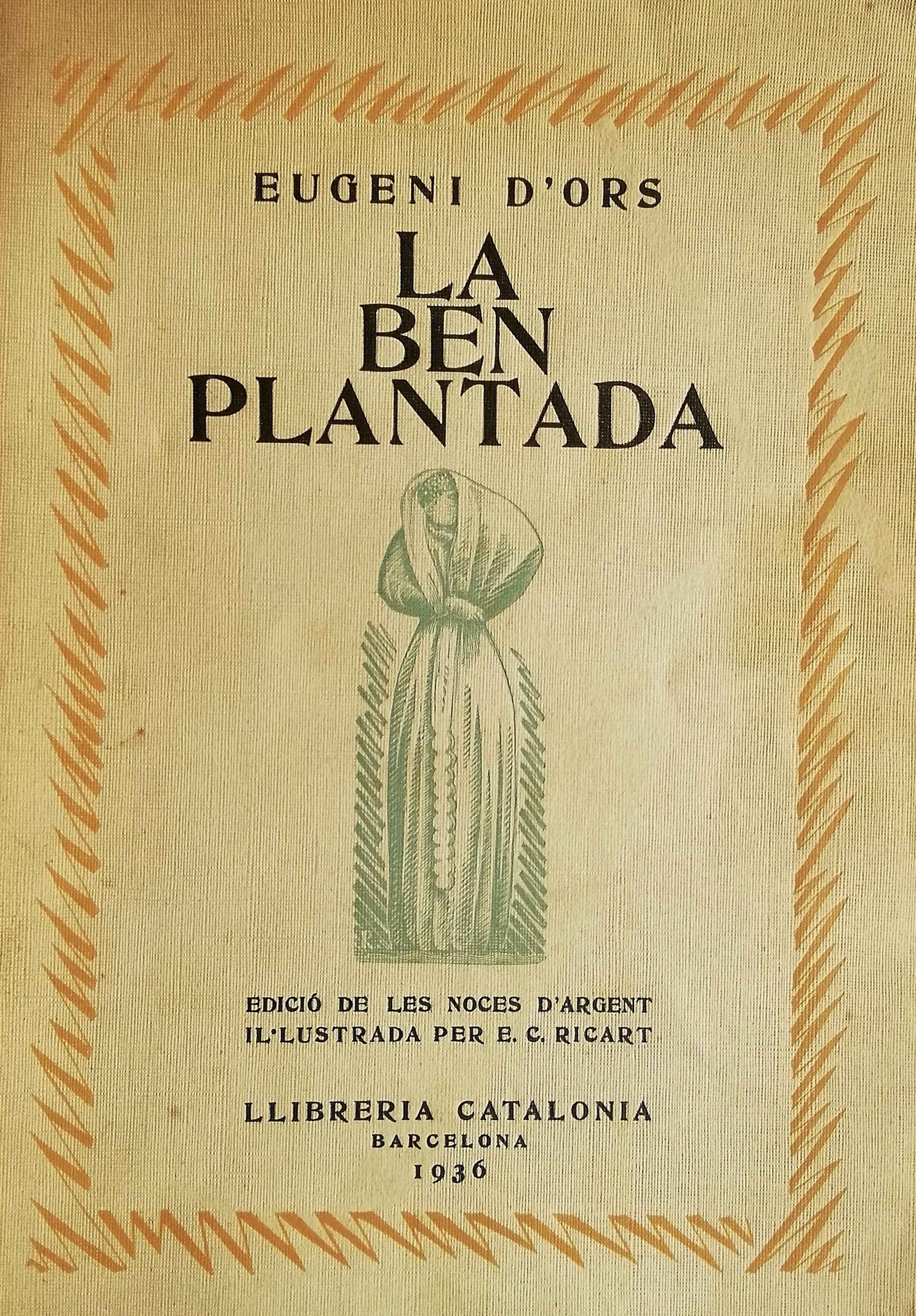
La ben plantada d'Eugeni d'Ors. Edició publicada a Barcelona l'any 1936 dins l'Editorial-Llibreria Catalonia

La ben plantada és una obra noucentista d'Eugeni d'Ors i Rovira publicada al llarg de l'estiu de 1911 dins la secció Glossari del diari La Veu de Catalunya. Un any més tard, s'editaria en un únic volum i, l'any següent, es reeditaria.
Aquesta obra de caràcter filosòfic és, juntament amb Gualba, la de mil veus (1905), la més representativa de l'autor i del noucentisme català. La primera glossa es va publicar el 23 d'agost de 1911 i el 5 d'octubre del mateix any, totes publicades sota el pseudònim Xènius.
L'obra es divideix en tres parts i alhora en trenta gloses. La trama es desenvolupa en una colònia d'estiueig de la costa mediterrània on l'activitat es veu alterada per l'arribada de la Teresa a la col·lectivitat. Ors ens va presentant els diferents trets definitoris de la protagonista en el seu dia a dia i a través d'aquests fa un compendi dels valors noucentistes que l'autor volia impulsar. S'evoquen uns valors principalment burgesos com el preciosisme, l'artificiositat, la idealitat, el classicisme, la laboriositat, l'ordre i la maternitat. La figura femenina de La ben plantada està inspirada en la persona de Teresa Mestre, casada amb el ric burgès barceloní Jaume Baladia i Soler. La bellesa i distinció de Teresa havien enamorat platònicament d'Ors, així com al seu rival Josep Pijoan, amb qui acabaria fugint a l'estranger.
El 22 d'abril de 1961 es va inaugurar una escultura de bronze amb el mateix nom ideada per Eloísa Cerdán que perseguia fer un homenatge a l'obra de Xènius. Es troba als jardins del poeta Eduard Marquina, al Turó Parc de Barcelona.